# چیتگونگ-۶
چیتگونگ-۶ (به لاتین: Chittagong-6) یک منطقهٔ مسکونی در بنگلادش است که در ناحیه چیتاگونگ واقع شده‌است.